# Caberea angusta
Caberea angusta är en mossdjursart som beskrevs av Roxanne Irene Hastings 1943. Caberea angusta ingår i släktet Caberea och familjen Candidae. Inga underarter finns listade i Catalogue of Life.